# 池袋本町
池袋本町（いけぶくろほんちょう）は、東京都豊島区の町名。現行行政地名は池袋本町一丁目から池袋本町四丁目。住居表示実施済区域。

## 地理
池袋市街地北部に当たり、主に住宅地として利用される。池袋本町は同区池袋、上池袋、板橋区中丸町、熊野町、大山金井町、板橋、北区滝野川と接している。東武東上線の北池袋駅および下板橋駅が置かれている。下板橋駅に通じる道には商店街が形成されている。

### 地価
住宅地の地価は、2025年（令和7年）1月1日の公示地価によれば、池袋本町4-8-11の地点で63万円/m2となっている。

## 歴史
旧：北豊島郡巣鴨村大字池袋字本村が前身に当たる。

### 沿革
- 1878年（明治11年） - 郡区町村編制法により北豊島郡発足。
- 1889年（明治22年） - 町村制施行により北豊島郡巣鴨村が発足。大字池袋字本村が現在の池袋本町の前身に当たる。
- 1914年（大正3年）5月1日 - 下板橋駅が開業。
- 1918年（大正7年） - 巣鴨村が町制施行し、西巣鴨町となる。
- 1932年（昭和7年）10月 - 東京市に編入され消滅、豊島区の一部となる。この時点での現在の池袋本町の境域は池袋一丁目の一部･池袋四丁目の一部･池袋五丁目･池袋六丁目･池袋七丁目の一部に当たる。
- 1934年（昭和9年）5月1日 - 東武堀之内駅（現在の北池袋駅）が開業。
- 1945年（昭和20年）4月13日 - 米軍による空襲により、地区の半分以上が罹災した。
- 1969年（昭和44年）4月1日 - 住居表示変更に伴い、住所が現在の池袋本町となる。
- 1978年（昭和53年）4月 - 池袋本町公園が開園。
- 2013年（平成25年）3月20日 - 池袋本町電車の見える公園が開園。
- 2014年（平成26年）
  - 3月31日 - 池袋第二小学校と文成小学校が統合の為閉校。
  - 4月1日 - 池袋本町小学校が開校。

## 世帯数と人口
2023年（令和5年）1月1日現在（東京都発表）の世帯数と人口は以下の通りである。
| 丁目           | 世帯数     | 人口     |
| -------------- | ---------- | -------- |
| 池袋本町一丁目 | 2,576世帯  | 3,679人  |
| 池袋本町二丁目 | 2,335世帯  | 3,570人  |
| 池袋本町三丁目 | 1,772世帯  | 2,865人  |
| 池袋本町四丁目 | 3,971世帯  | 7,468人  |
| 計             | 10,654世帯 | 17,582人 |

### 人口の変遷
国勢調査による人口の推移。
| 年                 | 人口   |
| ------------------ | ------ |
| 1995年（平成7年）  | 15,702 |
| 2000年（平成12年） | 16,635 |
| 2005年（平成17年） | 16,101 |
| 2010年（平成22年） | 16,679 |
| 2015年（平成27年） | 18,808 |
| 2020年（令和2年）  | 18,458 |

### 世帯数の変遷
国勢調査による世帯数の推移。
| 年                 | 世帯数 |
| ------------------ | ------ |
| 1995年（平成7年）  | 7,589  |
| 2000年（平成12年） | 8,475  |
| 2005年（平成17年） | 8,644  |
| 2010年（平成22年） | 9,403  |
| 2015年（平成27年） | 10,724 |
| 2020年（令和2年）  | 10,769 |

## 学区
区立小・中学校に通う場合、学区は以下の通りとなる（2017年12月現在）。なお、豊島区の小・中学校では学校選択制度を導入しており、以下の指定校に隣接している通学区域の学校も選択することが可能。
- 区域 : 一丁目、二丁目、三丁目、四丁目　各全域
  - 小学校 : 豊島区立池袋本町小学校
  - 中学校 : 豊島区立池袋中学校

## 交通

### 鉄道
- 東武東上線北池袋駅（池袋本町1丁目）
- 東武東上線下板橋駅（池袋本町4丁目）

### バス
国際興業バス
- 豊島清掃事務所停留所、池袋四丁目停留所
- 池袋駅東口行、大山・平和台駅経由光が丘駅行、大山・豊島病院経由赤羽駅西口行、大山経由小茂根五丁目行・練馬北町車庫行

### 道路
- 川越街道（国道254号）
- 東京都道317号環状六号線（山手通り）
- 首都高速道路5号池袋線（北池袋出入口）
- 首都高速道路中央環状新宿線（熊野町ジャンクション）

## 経済

### 事業所
2021年（令和3年）現在の経済センサス調査による事業所数と従業員数は以下の通りである。
| 丁目           | 事業所数  | 従業員数 |
| -------------- | --------- | -------- |
| 池袋本町一丁目 | 136事業所 | 1,189人  |
| 池袋本町二丁目 | 73事業所  | 803人    |
| 池袋本町三丁目 | 100事業所 | 589人    |
| 池袋本町四丁目 | 150事業所 | 851人    |
| 計             | 459事業所 | 3,432人  |

#### 事業者数の変遷
経済センサスによる事業所数の推移。
| 年                 | 事業者数 |
| ------------------ | -------- |
| 2016年（平成28年） | 505      |
| 2021年（令和3年）  | 459      |

#### 従業員数の変遷
経済センサスによる従業員数の推移。
| 年                 | 従業員数 |
| ------------------ | -------- |
| 2016年（平成28年） | 3,459    |
| 2021年（令和3年）  | 3,432    |

### 産業
企業
- ドンキホーテ・パウ・北池袋店 - 首都高速道路北池袋出入口の北側に所在。
- 巣鴨信用金庫池袋本町支店
- 東京シティ信用金庫池袋本町支店
- 全東栄信用組合本部下板橋支店
- 池袋本町郵便局・池袋本町三郵便局（日本郵政グループ）

## 施設

### 公共
- 池袋本町児童館
- 区民ひろば池袋本町（旧・池袋本町ことぶきの家）
- 豊島区障害者就労支援センター
- 豊島清掃事務所
- 池袋本町公園
- 谷端川北緑道
- 池袋本町電車の見える公園

### 教育
- 東京交通短期大学
- 豊島学院高等学校
- 昭和鉄道高等学校
- 豊島区立池袋中学校
- 豊島区立池袋本町小学校

### 宗教
- 重林寺 - 真言宗豊山派の仏教寺院。山号は明王山、院号は不動院。豊島八十八ヶ所霊場十三番番札所。
- 西念寺 - 浄土真宗本願寺派の仏教寺院。山号は盛益山。
- 池袋氷川神社[15]

### 現存しない施設
- 板橋食糧倉庫 - 板橋駅前に位置。跡地には集合住宅「シスナブ池袋本町」が建てられている。

## その他

### 日本郵便
- 郵便番号 : 170-0011[3]（集配局 : 豊島郵便局[16]）。